# Euchromatyna
Euchromatyna – rozluźniona forma chromatyny. Może ulegać całkowitej dekondensacji, gdyż luźny jej stan jest jednym z warunków koniecznych do procesu transkrypcji. Najważniejszym składnikiem euchromatyny jest DNA. Euchromatyna zawiera głównie geny aktywne transkrypcyjnie. W wyniku kondensacji euchromatyny dochodzi do powstania chromatyny zwartej (heterochromatyny), która w okresach wzmożonej aktywności transkrypcyjnej może ponownie przekształcać się (dekondensować) w chromatynę luźną.
W euchromatynie występuje większa zawartość białek niehistonowych (fosfoprotein) i RNA oraz znaczniejsza aktywność matrycowa niż w heterochromatynie przy prawie jednakowej ilości histonów.
Euchromatyna uwidacznia się jako odcinki słabo zabarwione w czasie badania na prążki G (oraz mocno zabarwione w czasie badania na prążki R).